# 衣锦坊
衣锦坊（平话字：Ĭ-gīng-huŏng）是位于中国福建省福州市鼓楼区的一条道路，为三坊七巷之一。
衣锦坊东接南后街，西接通湖路到馆驿桥，南北分别与文儒坊、杨桥路平行，长395米，宽4–6.5米不等。中间有闽山巷，南通文儒坊；有雅道巷连双抛桥，且与柏林坊、水流湾相通。旧名通潮巷，因宋代陆蕴、陆藻兄弟外出为官，衣锦还乡后改坊名为棣锦坊，南宋淳熙年间又更名为衣锦坊。1984年在坊东口建地名牌坊。至1990年代末，坊内还保存较好的明清古建筑20多座。衣锦坊16号为清嘉庆进士郑鹏程住宅，内有珍贵的水榭戏台。